# Niels Frevert

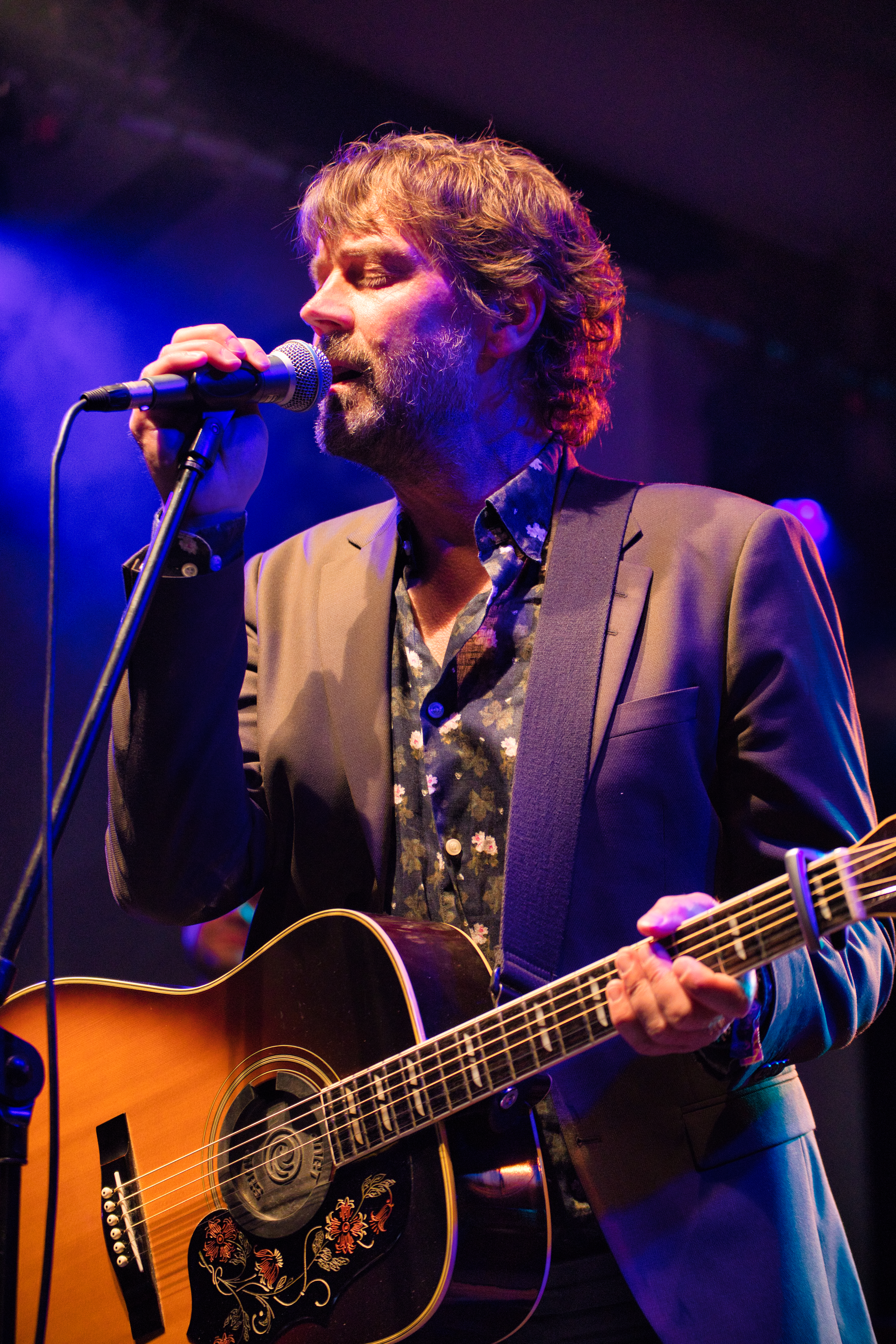
Niels Frevert & Band auf dem Orange Blossom Special Festival 2022

Niels Frevert beim BootBooHook-Festival, Hannover, 26. August 2012

Niels Frevert (* 8. November 1967 in Hamburg) ist ein deutscher Sänger und Songwriter/Liedermacher.

## Leben
Niels Frevert war Sänger und Songwriter der Hamburger Band Nationalgalerie, die 1991 bis 1995 vier deutschsprachige Alben bei Dragnet, einem Sublabel der Sony Music, veröffentlichte. 1993/94 sorgten sie mit dem Hit Evelin vom Album Indiana und dessen zugehörigem Musikvideo auf MTV für Furore, da zu dieser Zeit nur sehr selten deutschsprachige Musik auf dem britischen Sender zu hören war. 1996 lösten sich Nationalgalerie auf.
Niels Freverts erstes und gleichnamiges Soloalbum erschien beim Major Label Motor Music und erhielt durchweg gute Kritiken, erreichte jedoch nur mäßige Verkaufserfolge.
Niels Freverts zweites Soloalbum aus dem Jahr 2003 Seltsam öffne mich wurde bei dem Independent-Label Tapete Records veröffentlicht, das unter anderem von Dirk Darmstaedter, dem ehemaligen Sänger der Hamburger Band Jeremy Days, betrieben wird. Die Platte wurde von Christian Neander coproduziert, der an einigen Titeln auch als Komponist und Musiker beteiligt war.
Etwa seit 2003 tritt Frevert als Solokünstler mit Begleitmusikern live auf.
Ein Re-Release des ersten Albums zum 10-jährigen Jubiläum mit einigen Bonustracks wurde am 7. September 2007 veröffentlicht, außerdem erschien am gleichen Tag bei Tapete Records die Zusammenstellung Tapete 100, in dem Frevert das Lied Pausen der Paul Dimmer Band covert und die Frevert-Komposition Glückskeks von der Band Downpilot gecovert wird.
Das nächste Album Du kannst mich an der Ecke rauslassen wurde am 29. Februar 2008 bei Tapete Records veröffentlicht. Dieses Album wurde vom Magazin Spex auf Platz 44 der „50 wichtigsten Alben“ des Jahres 2008 gewählt. Auf dem Kettcar-Album Sylt von 2008 singt Niels Frevert zusammen mit Marcus Wiebusch das Lied Am Tisch. Im Jahre 2009 erhielt Frevert den von der GEMA verliehenen Deutschen Musikautorenpreis in der Kategorie Komposition Independent.
Am 4. November 2011 erschien Niels Freverts Album Zettel auf dem Boden bei Tapete Records. Im Dezember 2011 war er in Deutschland und Österreich auf Tour.
Sein fünftes Album Paradies der gefälschten Dinge ist nach einem Wechsel zum Label Grönland Records seit dem 22. August 2014 auf dem Markt. Es bekam überwiegend positive Rezensionen und schaffte es in den Rolling Stone Kritiker Jahres-Charts 2014 auf Platz 17.
Das Album Putzlicht erschien am 6. September 2019 bei Grönland Records. Jan Wiele bezeichnete es in der Frankfurter Allgemeinen Zeitung als „Meisterwerk“, es beschreibe „das Sichaufrappeln, das Weitermachen in einer tiefen Krise“.

## Diskografie

### Alben
- 1997: Niels Frevert
- 2003: Seltsam öffne mich
- 2007: Niels Frevert (Re-Release mit Bonus-CD)
- 2008: Du kannst mich an der Ecke rauslassen
- 2011: Zettel auf dem Boden
- 2014: Paradies der gefälschten Dinge
- 2019: Putzlicht
- 2023: Pseudopoesie

### Singles
- 1997: Du musst zuhause sein
- 1997: Wohin
- 1997: Doppelgänger
- 2004: Wann kommst Du vorbei
- 2011: Ich würde dir helfen, eine Leiche zu verscharren

### Livealben
- 2003: Ein Hauch von Nichts (Konzertmitschnitt vom 23. Juni 2003 aus dem Sendesaal von radio bremen)[7]

## Belege
1. ↑  Charts DE
2. ↑  Niels Frevert geht auf Deutschlandtour. 30. April 2019, abgerufen am 29. November 2020 (deutsch).
3. ↑  GEMA-Gesellschaft für musikalische Aufführungs- und mechanische Vervielfältigungsrechte: 1. Deutscher Musikautorenpreis in festlichem Rahmen in Berlin verliehen. Abgerufen am 29. November 2020.
4. ↑  Rolling Stone - Die besten Alben und Songs des Jahres 2014, abgerufen am 29. Dezember 2014.
5. ↑  Die wohl schönste Deutsch-Pop-Platte des Jahres. Abgerufen am 29. November 2020.
6. ↑  Jan Wiele: Wenn das Putzlicht zur Sonne wird. In: Frankfurter Allgemeine Zeitung. 13. Januar 2020, S. 10.
7. ↑  http://www.tuetensuppe24.de/html_content_platten_solo.html